# 泰隆·科賓
泰隆·甘迺迪·科賓（英語：Tyrone Kennedy Corbin，1962年12月31日—），生於南卡羅來那州哥倫比亞，曾任猶他爵士和沙加緬度國王隊總教練。

## 生平

### 球員生涯
1981年至1985年間，就讀於帝博大學，並加入籃球校隊，曾參加1984年奧運。1985年於帝博大學電腦科學系畢業後，在選秀第二輪，被聖安東尼奧馬刺隊選中，進入NBA，擔任小前鋒。
1987年，被交易到克里夫蘭騎士隊。

### 教練生涯
2011年2月10日，接替傑里·斯隆，擔任猶他爵士隊總教練。在2011年球季季後賽首輪，爵士隊被馬刺隊以4–0的比分淘汰。
2014年4月21日，猶他爵士宣布不與總教練科賓續約。
2014年7月4日，沙加緬度國王隊任命科賓為球隊首席助教，15日國王宣布由科賓接替原總教練马龙擔任總教練。
2014年2月22日，因只帶出7勝21敗成績，科賓被解除了國王隊主教練職務，由前金塊隊總教練卡尔接任。科賓以顧問身份，繼續為沙加緬度國王隊工作。
2016年6月25日，結束了2016年的NBA選秀大會兩天後，菲尼克斯太陽隊宣布，科賓將回到菲尼克斯太陽隊的下沃特森的助理教練。
太陽隊在同一天釋放了傑伊·特里亞諾的教練任務（4月29日），菲尼克斯也放棄了助理教練科賓，以便正確地改造他們的教練組
2018年6月23日，魔術將聘請科賓擔任助理教練。
| 前任： 傑里·斯隆   | 猶他爵士主教練 2011–2014     | 繼任： 奎因·斯奈德 |
| 前任： 迈克尔·马龙 | 沙加緬度國王主教練 2014–2015 | 繼任： 喬治·卡爾   |

## 主教练战绩
| 隊伍 | 年份    | 常規賽 | 常規賽 | 常規賽 | 常規賽 | 常規賽           | 季後賽     |
| 隊伍 | 年份    | 比賽   | 勝     | 負     | 勝率   | 排名             | 季後賽     |
| ---- | ------- | ------ | ------ | ------ | ------ | ---------------- | ---------- |
| UTA  | 2010-11 | 28     | 8      | 20     | .286   | 西北賽區第四名   | 未进入     |
| UTA  | 2011-12 | 66     | 36     | 30     | .545   | 西北賽區第三名   | 第一轮失利 |
| UTA  | 2012-13 | 82     | 43     | 39     | .524   | 西北賽區第三名   | 未进入     |
| UTA  | 2013-14 | 82     | 25     | 57     | .305   | 西北賽區第五名   | 未进入     |
| SAC  | 2014-15 | 28     | 7      | 21     | .250   | 大西洋賽區第四名 | (降職)     |
| 總計 | 總計    | 286    | 119    | 167    | .416   |                  |            |